# Bahren (Neiße-Malxetal)
Bahren (niedersorbisch Barań) ist ein zum Ortsteil Jerischke gehörender bewohnter Gemeindeteil der Gemeinde Neiße-Malxetal im Landkreis Spree-Neiße in Brandenburg. Der Ort gehört dem Amt Döbern-Land an. Bis zum 31. Dezember 1945 war Bahren eine eigenständige Landgemeinde. Danach gehörte der Ort erst zur Gemeinde Zelz-Bahren und ab 1973 zur Gemeinde Jerischke, die am 31. Dezember 2001 nach Neiße-Malxetal eingemeindet wurde.

## Lage
Bahren liegt in der Niederlausitz und unmittelbar an der Grenze zu Polen, rund 14 Kilometer südöstlich von Forst (Lausitz). Umliegende Ortschaften sind Klein Bademeusel im Norden, die polnischen Ortschaften Olszyna im Nordosten, Bukowina im Osten und Siedlec im Südosten, Zelz im Süden, Teichhäuser und Jerischke im Südwesten, Preschen im Westen und Raden im Nordwesten. Östlich von Bahren bildet die Lausitzer Neiße die Grenze zu Polen.
Westlich von Bahren liegt die Kreisstraße 7101 zwischen Forst und Döbern. Die Bundesautobahn 15 mit der Anschlussstelle Bademeusel liegt drei Kilometer nördlich von Bahren. Der Neiße-Oder-Radweg führt durch den Ort.

## Geschichte
Bahren wurde im am 8. Juni 1492 erstmals urkundlich erwähnt. Die Schreibweise lautete damals bereits Bahren, 1572 wurde der Ort Bohren und 1579 wieder Bahren genannt. Der sorbische Ortsname taucht im Jahr 1843 als Baran auf. Der Name von Bahren ist wahrscheinlich von dem altsorbischen Personennamen Borĕn abgeleitet. Eine weitere mögliche Deutung ist „Ort im Kiefernwald“.
1562 waren die Biebersteins Herren über das Gut Bahren. Der Ort gehörte zunächst zu den Ländern der böhmischen Krone und kam 1635 durch den Prager Frieden an das Kurfürstentum Sachsen. Spätestens ab 1668 war Bahren ein Kammerdorf der Herrschaft Forst im Gubenischen Kreis. Zu diesem Zeitpunkt lebten in dem Ort zehn Bauern, zehn Hüfner und ein Büdner. Im Jahr 1797 hatte Bahren 75 Einwohner. Das Kurfürstentum Sachsen wurde 1806 zum Königreich erhoben. Nach der auf dem Wiener Kongress beschlossenen Teilung Sachsens kam Bahren zum Königreich Preußen und gehörte dort zum Regierungsbezirk Frankfurt der Provinz Brandenburg. Bei der im Jahr 1816 durchgeführten Verwaltungsreform wurde Bahren dem Landkreis Sorau zugeordnet.
1823 hatte Bahren 80 Einwohner. Mitte des 19. Jahrhunderts wurde Bahren der Herrschaft Pförten unterstellt. Laut der Topografisch-statistischen Übersicht des Regierungsbezirkes Frankfurt aus dem Jahr 1844 hatte Bahren zu diesem Zeitpunkt 13 Wohngebäude und 72 Einwohner. Kirchlich gehörte Bahren zu Groß Bademeusel, wo die Kinder des Ortes auch die Schule besuchten. Um 1850 sprachen von 79 Einwohnern noch 21 die sorbische Sprache. 1864 hatte Bahren 80 Einwohner, von denen keiner mehr Sorbisch sprach. Bei der Volkszählung vom 1. Dezember 1871 hatte die Landgemeinde Bahren 81 Einwohner in 14 Familien. Von den Einwohnern waren 42 männlich und 39 weiblich; 20 Einwohner waren Kinder unter zehn Jahren und alle Einwohner waren evangelisch-lutherischer Konfession. 1874 schloss Bahren sich dem Amtsbezirk Kemnitz an. Am 1. Dezember 1910 hatte Bahren 66 Einwohner.
Seit 1932 besuchten die Kinder aus Bahren die Schule in Zelz. Am 1. Januar 1946 wurde Bahren mit der südlichen Nachbargemeinde Zelz zu der neuen Gemeinde Zelz-Bahren zusammengeschlossen. Zum Zeitpunkt der Auflösung hatte Bahren 64 Einwohner. Vor dem Zweiten Weltkrieg gab es in Bahren eine Brücke über die Neiße Richtung Buchholz. Diese wurde gegen Ende des Krieges wie auch im benachbarten Klein Bademeusel von der Wehrmacht gesprengt, um das Voranschreiten der Roten Armee zu behindern. Seitdem ist Bahren ein Sackgassendorf. Durch die Festlegung der Oder-Neiße-Grenze liegt Bahren seit Kriegsende direkt an der Grenze zu Polen. Bahren wurde daraufhin dem Schulbezirk Jerischke zugeordnet. Der Amtsbezirk Kemnitz wurde aufgelöst, der Landkreis Sorau bestand noch bis zum 31. März 1946 weiter, danach wurde Bahren in den Landkreis Spremberg umgegliedert.
Bei der DDR-Gebietsreform am 25. Juli 1952 wurde Bahren dem Kreis Forst im Bezirk Cottbus zugeordnet. Am 1. Mai 1973 wurde die Gemeinde Zelz-Bahren aufgelöst und die beiden Teilorte als eigenständige Ortsteile in die Gemeinde Jerischke eingegliedert. Nach der Wiedervereinigung gehörte Bahren zunächst zum Landkreis Forst in Brandenburg. 1992 schloss sich die Gemeinde Jerischke mit mehreren anderen Gemeinden im Amt Döbern-Land zusammen. Der Landkreis Forst ging 1993 im neuen Landkreis Spree-Neiße auf. Am 31. Dezember 2001 fusionierte Jerischke mit vier weiteren Gemeinden zu der neuen Gemeinde Neiße-Malxetal, Bahren ist seitdem ein Gemeindeteil im Ortsteil Jerischke.

## Bevölkerungsentwicklung
| 1875 | 80 | 1890 | 51 | 1910 | 66 | 1925 | 51 |

## Nachweise
1. ↑  Eintrag „Barań“ in der niedersorbischen Ortsnamendatenbank auf dolnoserbski.de
2. ↑  Reinhard E. Fischer: Die Ortsnamen der Länder Brandenburg und Berlin: Alter - Herkunft - Bedeutung. be.bra Wissenschaft, 2005, S. 21.
3. ↑  Siegfried Körner: Ortsnamenbuch der Niederlausitz. Studien zur Toponymie der Kreise Beeskow, Calau, Cottbus, Eisenhüttenstadt, Finsterwalde, Forst, Guben, Lübben, Luckau und Spremberg (= Deutsch-Slawische Forschungen zur Namenkunde und Siedlungsgeschichte. Band 36). Akademie-Verlag, Berlin 1993, ISBN 3-05-000836-9, S. 123 (eingeschränkte Vorschau in der Google-Buchsuche).
4. 1 2 3  Chronik Bahren. In: chronik.jerischke.eu, abgerufen am 23. August 2020.
5. ↑  Topographisch-statistische Uebersicht des Regierungs-Bezirks Frankfurt a. d. O. Gustav Harnecker’s Buchhandlung, Frankfurt a. O. 1844, S. 187.
6. ↑  Topographisch-statistisches Handbuch des Regierungs-Bezirks Frankfurt a. O. Verlag von Gustav Harnecker u. Co., Frankfurt a. O. 1867, S. 225.
7. ↑  Königliches Statistisches Bureau: Die Gemeinden und Gutsbezirke des Preußischen Staats und ihre Bevölkerung. Teil II: Provinz Brandenburg, Berlin 1873, S. 224f., Nr. 11 (online).
8. ↑  Beschluß des Präsidiums der Provinzialverwaltung Mark Brandenburg über die Auflösung des Restkreises Sorau und Änderung der Grenzen der Landkreise Cottbus und Spremberg sowie des Stadtkreises Forst.
9. ↑  Wolfgang Blöß: Kommunale Strukturen im Spannungsfeld gesellschaftlicher Umwälzungen: Die Grenzen von Gemeinden und Kreisen in Brandenburg 1945–1952. Berliner Wissenschafts-Verlag, Berlin 2018, S. 45 (online).
10. ↑  Bahren in der RBB-Sendung Landschleicher. In: rbb-online.de. Rundfunk Berlin-Brandenburg, 4. Juli 2004, abgerufen am 15. August 2017.
11. ↑  Historisches Gemeindeverzeichnis des Landes Brandenburg 1875 bis 2005. (PDF; 331 kB) Landkreis Spree-Neiße. Landesbetrieb für Datenverarbeitung und Statistik Land Brandenburg, Dezember 2006, abgerufen am 15. August 2017.